# Cattleya aclandiae
La cattleya di Lady Acland (Cattleya aclandiae Lindl., 1840) è una pianta della famiglia delle Orchidacee, endemica del Brasile, così chiamata in onore di Lady Lydia Elizabeth Acland, moglie di Sir Thomas Dyke Acland, che fu il primo europeo a coltivare la pianta con successo. 
L'illustrazione della pianta che ha accompagnato la sua prima descrizione è stata eseguita proprio da Lady Acland.

## Descrizione
C. aclandiae è una orchidea epifita, che cresce cioè su rami e tronchi degli alberi, dotata di sottili pseudobulbi, con due foglie carnose all'apice, di forma ellittica, di colore verde brillante con macchie rosso-violacee; i fiori sono molto grandi in rapporto alle dimensioni della pianta e sono spessi, cerosi e di lunga durata, con sepali e petali verdi con macchie violacee e un labello di colore dal bianco al rosa.

## Distribuzione e habitat
C. aclandiae ha un areale ristretto allo stato brasiliano di Bahia.
Il suo habitat naturale sono le foreste stagionalmente secche, tra i 100 ei 400 metri di altitudine.

## Sinonimi
Epidendrum aclandiae (Lindl.) Rchb.f., 1861

Cattleya acklandiae Planch., 1851, orth. var.

Cattleya aclandiae var. grandiflora F.Buyss., 1878

Cattleya aclandiae var. salmonea auct., 1893

Cattleya aclandiae var. alba L.C.Menezes,  2002

Cattleya aclandiae f. alba (L.C.Menezes) F.Barros & J.A.N.Bat., 2004

## Coltivazione
Questa specie richiede un periodo di riposo asciutto quindi poca acqua e fertilizzante nei i mesi invernali. Annaffiature e concimature devono essere riprese a primavera. Viene coltivata su corteccia di sughero o di felce.